# Berlič
Berlič je priimek v Sloveniji, ki ga je po podatkih Statističnega urada Republike Slovenije na dan 1. januarja 2010 uporabljalo 204 oseb in je med vsemi priimki po pogostosti uporabe uvrščen na 2.104. mesto.

## Znani nosilci priimka
- Anže Berlič, moto-novinar
- Gabrijel Berlič (*1946), učitelj, politik, pesnik, pisatelj, kipar
- France Berlič (1913—2003), arhitekt
- Irena Berlič (1929—2020), knjižničarka
- Niko Berlič, ?
- Tončka Berlič (1925—2017), agronomka